# (473109) 2015 HM173
(473109) 2015 HM173 es un asteroide perteneciente al cinturón de asteroides, descubierto el 30 de diciembre de 2005 por el equipo del Spacewatch desde el Observatorio Nacional de Kitt Peak, Arizona, Estados Unidos.

## Designación y nombre
Designado provisionalmente como 2015 HM173.

## Características orbitales
2015 HM173 está situado a una distancia media del Sol de 2,571 ua, pudiendo alejarse hasta 2,771 ua y acercarse hasta 2,371 ua. Su excentricidad es 0,077 y la inclinación orbital 4,317 grados. Emplea 1506 días en completar una órbita alrededor del Sol.

## Características físicas
La magnitud absoluta de 2015 HM173 es 17.